# Hrîbuvaha, Rovenkî
Hrîbuvaha (în ucraineană Грибуваха) este un sat în comuna Blahivka din orașul regional Rovenkî, regiunea Luhansk, Ucraina.

## Demografie
Componența lingvistică a localității Hrîbuvaha
     Ucraineană (93,91%)
     Rusă (4,57%)
Conform recensământului din 2001, majoritatea populației localității Hrîbuvaha era vorbitoare de ucraineană (93,91%), existând în minoritate și vorbitori de rusă (4,57%) și armeană (1,02%).